# ボンドカー

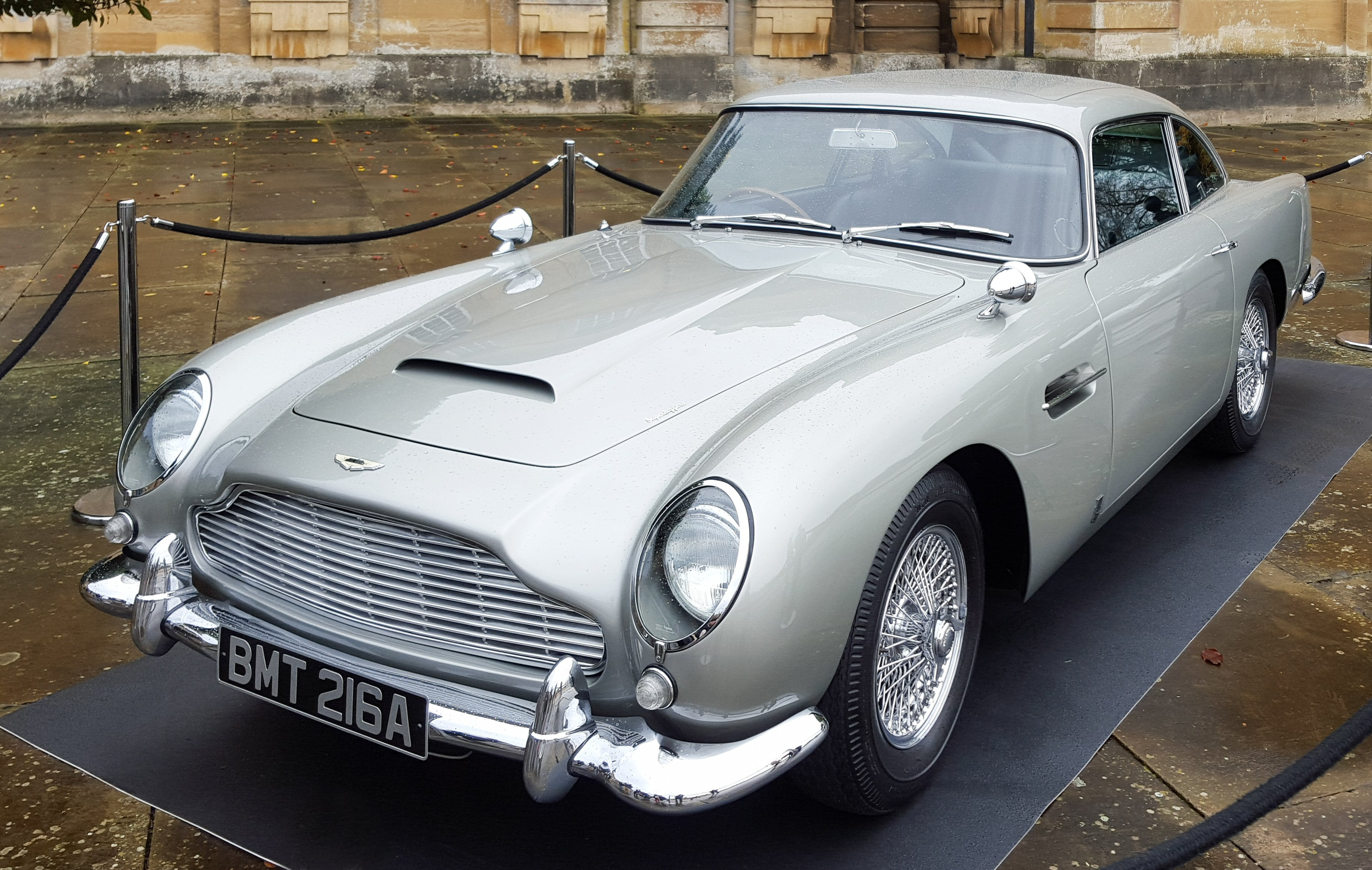
ボンドカーの代表格であるアストンマーティン・DB5

ボンドカー (Bond vehicles) は、映画『007』シリーズに登場して、特に主人公ジェームズ・ボンドが運転する自動車を指す。

## 概要

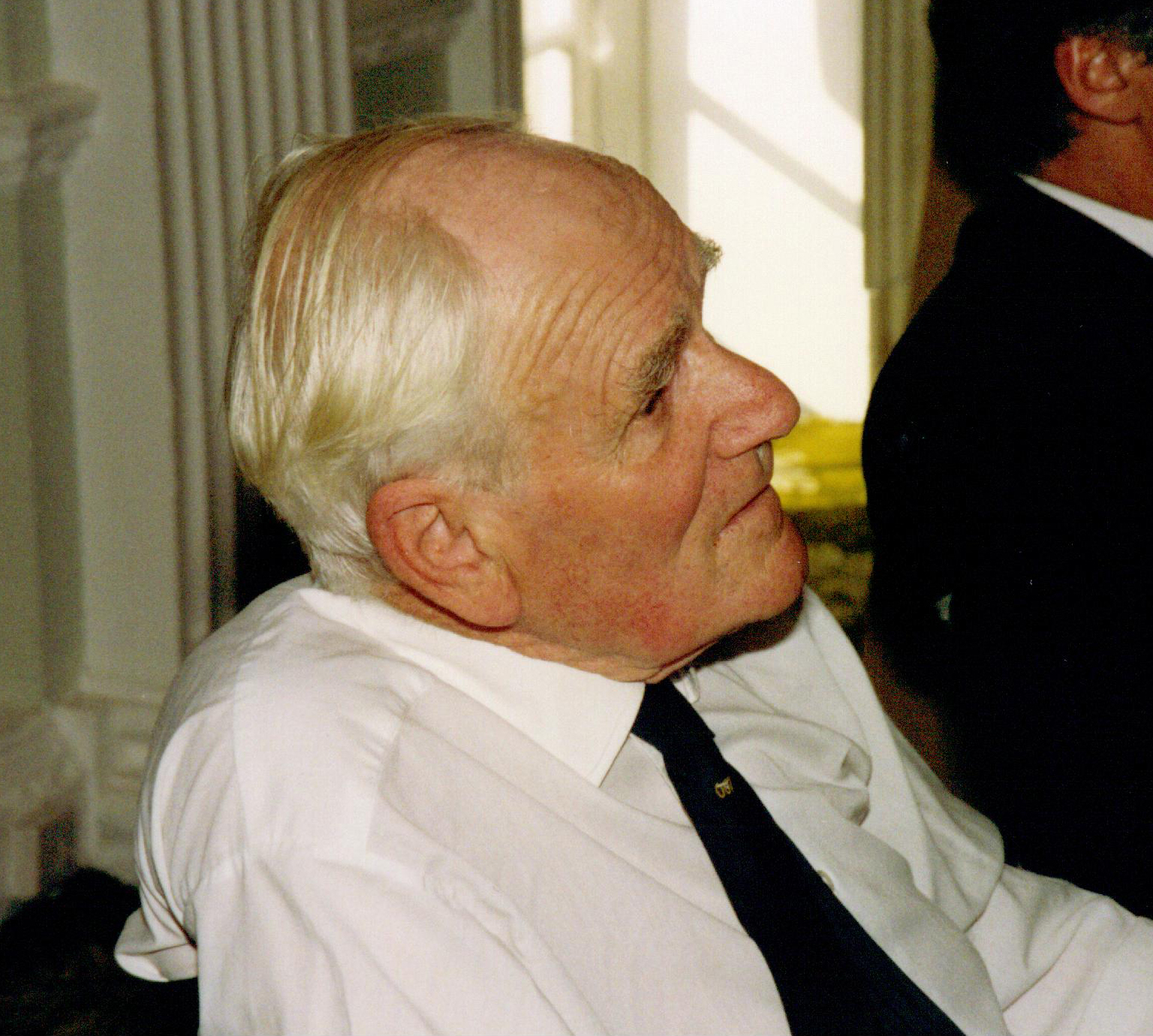
「Q」役のデスモンド・リュウェリン

シリーズ第3作『ゴールドフィンガー』で、イギリス情報局秘密情報部（MI6）の秘密兵器開発主任である「Q」が開発した秘密兵器が搭載された自動車（アストンマーティン・DB5）が初めて登場し、以降のシリーズ作品における目玉となっている。作品によって車種や装備は異なるが、防弾ガラス、機関銃、小型ミサイル、装甲板などが主な装備である。さらには助手席のシートが飛び出たり、煙幕を発射したり、潜水艦に変形するなど、特殊なギミックを搭載した車両も存在する。かつてはボンドガールが助手席に座っているシーンが多かったが、後にボンドが単独で運転するシーンが多くなった。
多くの作品では最終的に大破するが、それはボンドが本来ベントレーが好きで、MI6に押し付けられた他社製の車が気に入らないためだという通説がある。しかし、後年の作品ではDB5がボンドのプライベートカーとして登場する（MI6の払い下げ車との設定）。
注目度が高いために、1970年代以降は高額な契約金を元にタイアップ契約をした契約先の売り出し中の車種を使用する例も多い。2006年頃には、アストンマーティンの親会社であるアメリカのフォード・モーター社との契約の関係で、作中に登場する車はボンドカー以外も含めてフォードやジャガー、ランドローバーなど、当時フォード傘下にあったメーカーの車種が大半を占めていた。

## 歴代ボンドカー

### 007 ドクター・ノオ
サンビーム・アルパイン
ジャマイカでレンタルした車両で特殊装備は搭載されていない。

### 007 ロシアより愛をこめて
ベントレー・マークIV・コンバーチブル
装備：自動車電話

### 007 ゴールドフィンガー
アストンマーティン・DB5（DP216-1プロトタイプ）
装備：機関銃・可変ナンバープレート（ナンバー4711・EA・62（フランス）⇔BMT 216A（イギリス）⇔LU・6789（スイス））・ナビシステム・スピンナー・せり出し式防弾装甲・携帯発信器ホーマーの受信機（有効距離240km）・煙幕・オイル散布装置・イジェクトシート・攻撃用バンパーガード、運転席下の武器、無線電話、格納庫等。スイスにあるオーリック社の工場で前方からの追手の車両を避けた際に壁に衝突・大破した。
エリザベス2世女王の在位40周年記念式典でもお披露目される。使用したタイヤがピレリとドン・ノットの2種類あることを9歳児に指摘された。チャールズ3世も子供の頃ミニカーに乗って遊んだ。1965年にコーギー（CORGI）より発売されたミニカーは世界で200万台売れた。1994年に7500台限定の14金製ミニカーを販売。
このDB5は、ラジオアナウンサーのジェリー・リーが1969年に1万2千ドルで購入し所有していたが、2010年10月27日にロンドンで競売にかけられることになった。その結果、アメリカ合衆国のビジネスマンが落札したが、落札額は事前の予想350万ポンドを下回り、290万ポンドであった。
1981年に公開された映画『キャノンボール』にもロジャー・ムーアのマシンとして登場しており、煙幕・オイル散布装置・イジェクトシートが劇中で使用されている。ナンバープレートは切り替え可能で、6633PPとP4C 597 Eの2種類が確認できる。
アストンマーティンは復刻モデルである『DB5ゴールドフィンガー・コンティニュエーション』を25台限定で発売することを発表。2020年7月6日に最初の1台がラインオフした。スペックは、4,000cc直列6気筒エンジンにZF製5速MTが組み合わされる他、機械式LSDやサーボ付きのディスクブレーキなどを装備している。また、作中で登場したほとんどの装備もダミーではあるが標準装備している他、イジェクトシート用脱着式助手席ルーフパネルをオプションで設定している。但し、公道を走行することは不可となっている。ベントレー（『ロシアより愛をこめて』に登場）と交換にボンドに支給された。以下を装備している。
- 防弾ガラス（フロント、サイド、リア）。
- 回転式可変ナンバープレート。各国に正式登録してある。4711・EA・62（フランス）⇔BMT 216A（イギリス）⇔LU・6789（スイス）。
- 車体前部に機関銃を内蔵。
- シフトレバーのボタン操作で、助手席を緊急射出できる。
- リアガラスの外に防弾板をせり上げることができる。
- 後輪の車軸にカッターを内蔵。並走する他車のタイヤや車体を破損させることができる。
- 車体後部から煙幕や、追跡車をスリップさせるための油を噴射。
- 発信機ホーマー（後述）の受信機。ダッシュボードに格納。有効距離150マイル（約240km）。ディスプレイに地図（その中心が自分の車の位置）が表示され、発信元の位置が光点として点滅する[6]劇中ではライター（CIA）の車両にも搭載されており、Q（もしくはイギリス）の開発品とは限らない。
- DB5は撮影用2台、宣伝用2台が使用された。

### 007 サンダーボール作戦
アストンマーティン・DB5
放水銃・せり出し式防弾装甲など。

### 007は二度死ぬ

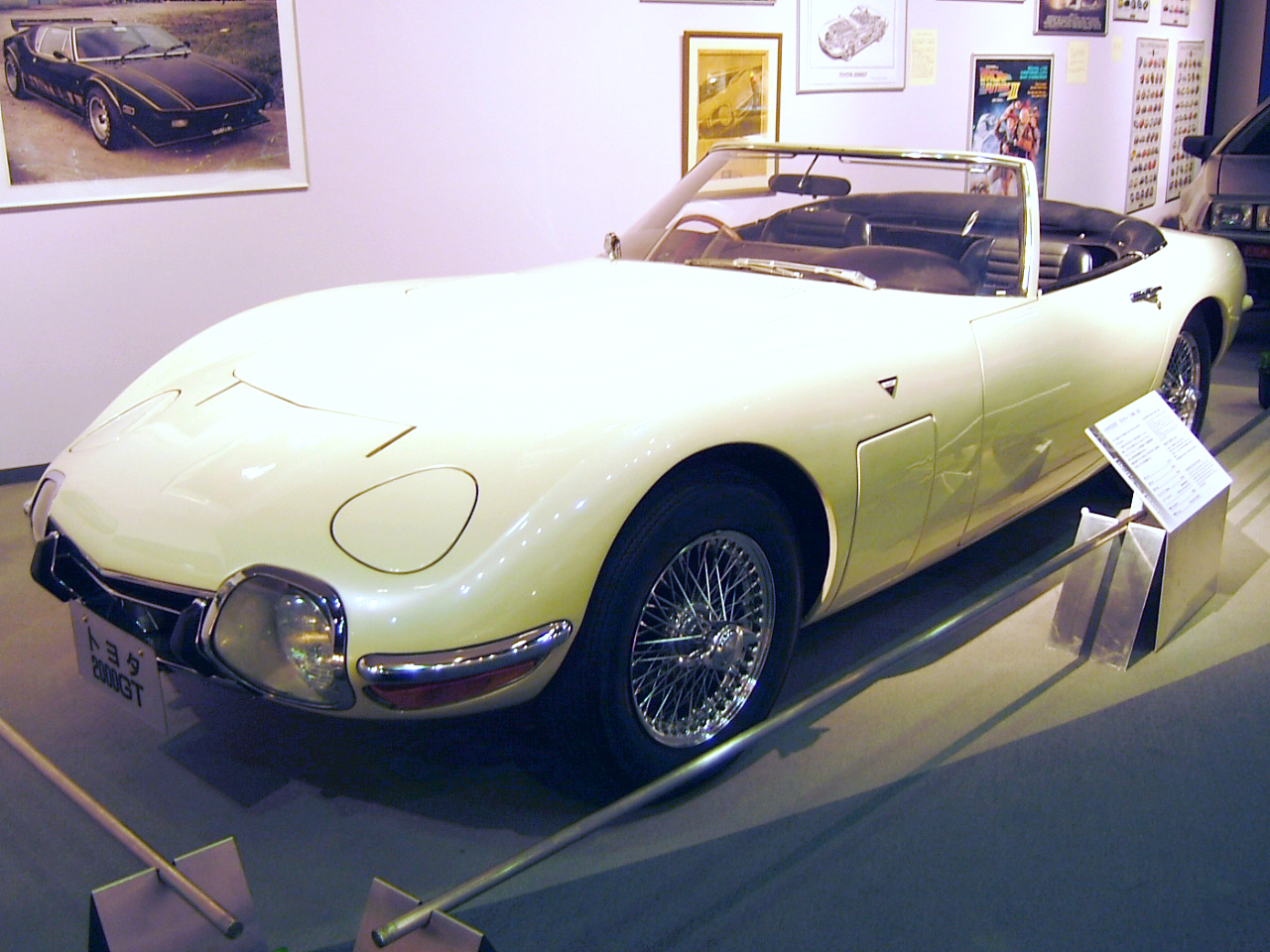
2000GTボンドカー（トヨタ博物館にて）

トヨタ・2000GT
映画用に2台のみ特注されたオープンカー仕様で、装備はソニー製テレビ電話など。当初トヨタからは通常のハードトップ仕様が納車されたが、ボンド役のショーン・コネリーが長身（188cm）のため車内が狭すぎて乗れないことが判明し、急遽改造が施されたという。ただしボンドの愛車ではなく、タイガー・田中（演:丹波哲郎）率いる日本の諜報部の所有車で、運転したのもアキ（演:若林映子）でボンドは一切ハンドルを握っていないため、厳密にはボンドカーではない。映画で実際に走行するシーンは、レーサーの福澤幸雄による運転で撮影が行われた。その他、悪役の車としてトヨタ・クラウンが使用されている。ダニエル・クレイグは、歴代のボンドカーの中で最も好きな車に2000GTを挙げている。

### 女王陛下の007
アストンマーティン・DBS
冒頭の海岸シーン、ラストの結婚式のシーンに登場する。グローブボックスに分解したライフル銃を収納しているがそれ以外の装備に関しては不明。
フォード・クーガー
カーチェイスを行うが、運転したのは所有者のトレーシーである。

### 007 ダイヤモンドは永遠に
フォード・マスタング・マッハ1
ティファニーの車で、カーチェイスを行う。運転するのはボンド（カーチェイスシーンの前に月面車での逃走シーンがある）。

### 007 死ぬのは奴らだ
ボンドカーは登場しないが、二階建てバスとモーターボートのチェイスがある。

### 007 黄金銃を持つ男
アメリカン・モーターズ ホーネットこの作品全体の自動車提供がアメリカン・モーターズであった上、見せ場である一回転ジャンプのカーアクションシーン撮影において、最もバランスよく回転できるウェイトバランスを持っていたためである。ボンドがショールームから盗んだ車で、特殊装備はない。

### 007 私を愛したスパイ
ロータス・エスプリ（通称：ウェットネリー）
ロータスとの契約で登場した。潜水艇に変形する。装備は、自動車時はセメント散布装置、潜水艇時は地対空ミサイル・小型魚雷・水中煙幕・小型爆雷など。

### 007 ムーンレイカー
ボンドカーは登場しない。代わりに特殊装備の付いたボートとゴンドラが登場する。

### 007 ユア・アイズ・オンリー
ロータス・エスプリターボ
白と濃茶の2台が登場する。
白は盗難防止（自爆）装置装備。ボンドが敵の屋敷から逃亡しようとする際、ロータスの元へたどり着く前に先回りした敵が持っていた銃でドアウインドウをたたき割り自爆装置を作動させあっけなく自爆、その後のシトロエン・2CV（メリナ所有）でのカーチェイスのきっかけとなる。
濃茶は現場へ移動するのに使われただけ。ただしボンドが現地協力者に「勝手にスイッチをいじるな」と言う台詞から特殊装備を搭載していた模様。

### 007 オクトパシー
メルセデス・ベンツ250SE
所有者のオルロフ将軍から盗み、列車を追おうとしたが兵士の銃撃でタイヤが四本ともホイールから外れる。しかし鉄道用の線路にホイールをはめて、列車を追跡した。
アルファロメオ・GTV6
公衆電話で電話中の女性から拝借した。

### 007 美しき獲物たち
ルノー・11
タクシードライバーから奪ってカーチェイスを行ったが、途中バーに引っかかったり対向車と衝突したりして最終的にはボディの前半分以外が切り取られてしまう（後半では、消防車を盗みパトロールカーとカーチェイスを繰り広げる）。
ロールス・ロイス・シルバークラウドII
ボンドがチベット卿とゾリンの屋敷に潜入する際に使用する。直接ボンドが運転する描写は無いものの、湖に沈められたときにボンドが酸素を補給するためにタイヤの空気を使用するなどの活躍を見せる。
映画プロデューサーの私物がそのまま映画に使用された。
シボレー・コルベット(C4型)
ソ連の諜報員の専用車だが、ボンドカー扱いされており、ミニカーまで作られている。

### 007 リビング・デイライツ

アストンマーティンV8ヴォランテ

アストンマーティン・V8
『女王陛下の007』以来のアストンマーティンの登場。装備は無線機（軍隊や警察の無線も聞ける。カーラジオにカモフラージュしている）、フロントホイール中央部にレーザーカッター、防弾ガラス、フロントガラスにミサイル用のディスプレイ表示、ミサイルランチャー、リアタイヤに出し入れ式大型スパイク、スキーアウトリガー、ロケットブースター、自爆装置など。氷上カーチェイスの後、ボンド自ら自爆装置を作動させた。
アウディ・200
ヨーロッパにて、国境越えをするシーンにて登場。ナンバープレートが回転する（他国ナンバーに替わる）装置のみ。

### 007 消されたライセンス
『死ぬのは奴らだ』や『ムーンレイカー』とおなじくボンドカーは登場しないが、タンクローリー（盗難）でカーチェイスを繰り広げる。

### 007 ゴールデンアイ
BMW・Z3
BMWとボンドカーとして使用する契約がされており、Z3シリーズ発売直前のティーザーキャンペーン的登場で、劇中では目立った活躍はない（これに関して当初は活躍するシーンも撮影されたが、本国のアストンマーティン愛好家・クラブから猛反発されたため、劇場公開ではカットされたとも言われている）が、その割にはイギリスで007登場記念の限定車（仕様は内外装を映画と同一にした他、ダッシュボードの助手席部分に007の刻印やMスポーツサスペンションを装備など）が発売された。また、この作品以降、BMWなどの自動車メーカーが自社の新型車やプロトタイプモデルをまず映画でお披露目するというパターンが激増した。Qいわくスティンガーミサイルなどを装備していた模様。
アストンマーティン・DB5
プライベートカーとして登場。冒頭でゼニア・オナトップのフェラーリF355GTSとチェイスするシーンがある。装備：シャンパンやプリンター（MI6本部からの情報用）など。
T-54
ソ連が製造した戦車。T-72に寄せて特別に改造された。警察などとのチェイスを行う。

### 007 トゥモロー・ネバー・ダイ
BMW 750iL
装備はルーフ部に小型ミサイルランチャー・ボンネットエンブレム部にワイヤーカッター・パンク修復装置・まきびし・遠隔操作装置（特殊装備付きエリクソン製携帯電話）、ドアノブに低出力スタンガン、催涙ガス噴射装置、防弾ガラス、指紋照合キー付きグローブボックス（中は貴重品入れと予備のワルサーPPKが入っている）など。撮影に際し、複数の同型車が用意された。ホテル駐車場でのカーチェイスシーン（実際の撮影は郊外のスーパーマーケット駐車場）では、ドアミラーにCCDカメラが埋め込まれた車両や、設定ミスによるアルミホイール違いの車両（パンクしたタイヤが自動修復されるシーン）が確認できる。ラストは屋上から落下し、店舗に突入（劇中内でボンドはこの車をレンタカーチェーン、エイビスの店員に扮したQから受領しており、突入した店舗も同じくエイビス。「車を返却した」と言うユーモアとして描かれている）。他の作品でもボンドがセダンに乗っているシーンはあるが、秘密兵器を搭載したボンドカー唯一のセダン。後部座席の窓から乗り降りするというシーンを採用したいがために、E38が選ばれたという。この宣伝効果でBMW7シリーズの売り上げが伸びた。ちなみにエンブレムから飛び出るワイヤーカッターを格納する際、V12エンジンを搭載した750だとエンジン長が大き過ぎたため、エンジン長の短いV8エンジン搭載車の740iLに750iLのエンブレムを装着したモデルが採用された。
アストンマーティン・DB5
プライベートカーとして登場。

### 007 ワールド・イズ・ノット・イナフ
BMW・Z8
装備は遠隔操作装置（キーホルダーに操作装置がある）、小型ミサイルなど。劇中ではミサイルでヘリコプターを1機撃墜したが、その後すぐ別のヘリコプターに吊るされた大型チェーンソーで真っ二つに切断された（切断された車両は張りぼて）。なお、BMW社が経営悪化を理由にタイアップ契約を延長しなかったため、BMW車のボンドカーへの採用は本作品が最後となった。なお、撮影当時Z8の生産が間に合わなかったため、実際の撮影にはシボレー・コルベットにZ8のボディを被せた車両が使用された。
アストンマーティン・DB5
プライベートカーとして登場。BD版未公開シーンにのみ登場した。

### 007 ダイ・アナザー・デイ
アストンマーティン・V12ヴァンキッシュ
光学迷彩装置・自動追尾散弾砲・マシンガン・ミサイル、エジェクション・シート、遠隔操作装置（キーホルダーに操作装置がある）、四輪に出し入れ式大型スパイク、熱センサーなど。ザオのジャガー・XKコンバーチブルとのカーチェイスを繰り広げた。ただし、撮影では秘密兵器部分のスペースのためシボレー製V8を積んでいた。また氷上でのカーチェイスなので一部の撮影車両は4WDに改造した。
フォード・フェアレーン
ボンドがザオを追ってキューバへ向かった際に、現地の協力者から借りた車。

### 007 カジノ・ロワイヤル
アストンマーティン・DBS（カジノアイス）
ダッシュボード下部が二段の特殊装備入れになっている。上段：応急キット、腕の血管に針を刺すと血液成分等の医療データーが瞬時にMI6へ電送され専属医師（2名以上とみられる）の指示を仰げ、各種抗生剤や解毒剤も注射器の状態で完備。症状によっては除細動を行うことも可能。ただし除細動器は遠隔操作ができないので自分でスイッチを押さなければならない。下段：ワルサーP99（サプレッサー付）。その他の特殊装備・武装の有無は不明。物語終盤に拉致されたヴェスパーの追跡に使用されたが、敵の策略で道路に横たえられたヴェスパーを回避しようとして横転、大破した。なお、実際の撮影時にダニエル・クレイグが運転する際に使用された車両は6速マニュアル・ミッションがオートマチック・ミッションに交換されている。また、横転シーンで使われているDBSのドライバーズシートがアストン純正ではなくレカロタイプのフルバケットタイプに交換されていることが横転シーンで確認できる。
アストンマーティン・DB5
DB5については1964年モデル、ターゲットの男からカジノで勝ち取る設定のためMI6の所有車両やボンドのプライベートカーでは無い。計5作目の登場だがシリーズ内では初の左ハンドルタイプのDB5。
フォード・モンデオ
ボンドがバハマのリゾート・ホテルに行く際に乗っていった車。携帯電話のナビゲーション・サイトを見ながら運転しているというシーンがある。

### 007 慰めの報酬
アストンマーティン・DBS（クァンタムシルバー）
オープニングのカーチェイスシーンに登場。アルファロメオ・159と激しいカーチェイスを演じた。特に特殊装備はなし。

### 007 スカイフォール

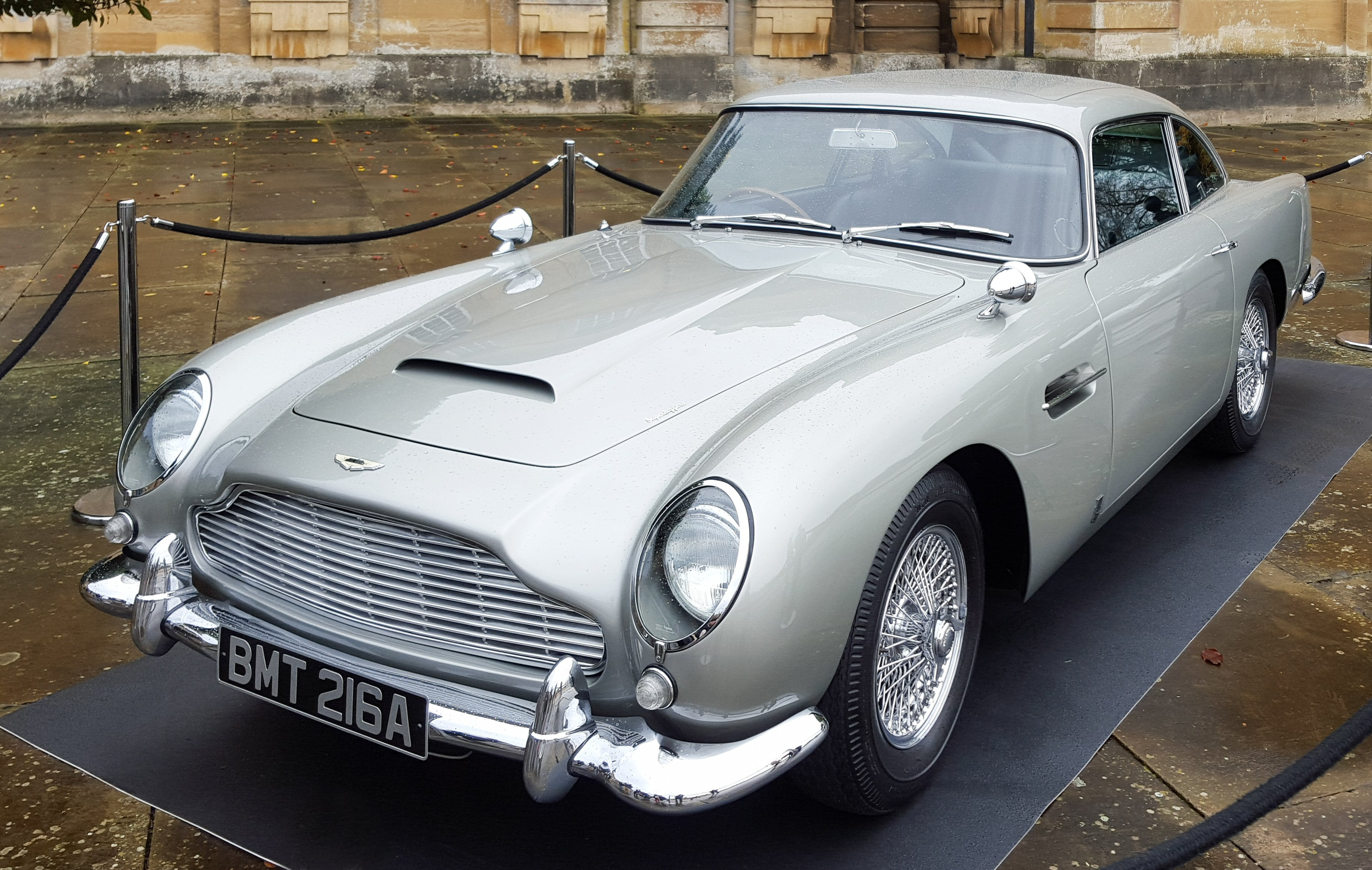
アストンマーティン・DB5
ボンドが隠れ家の倉庫に駐車していたもので物語後半、Mをスカイフォールへ連れていく際に使用する。ゴールドフィンガーに登場したボンドカーと同型でシフトレバーのグリップにシート射出の隠しスイッチが内蔵されている他、フロント部に機関砲を内蔵しており、終盤、敵への待ち伏せ攻撃に使用した。最終的に敵ヘリからの機銃掃射で蜂の巣にされ、破壊される。
破壊されるシーンに使用されたDB5は実車ではなく、3Dプリンターで成形された3分の1サイズの模型である。
ジャガー・XJ
MI6の公用車。Mの出退勤を含む移動に用いられる。MI6本部のシステムに侵入された際にサイレンを吹鳴し緊急走行で本部に向かった。審問の会場をシルヴァとその手下らが襲撃した後にボンドがMを乗せ逃走を図るが発信器を搭載していることから隠れ家の倉庫まで走らせた後にDB5に乗り換えることになる。

### 007 スペクター

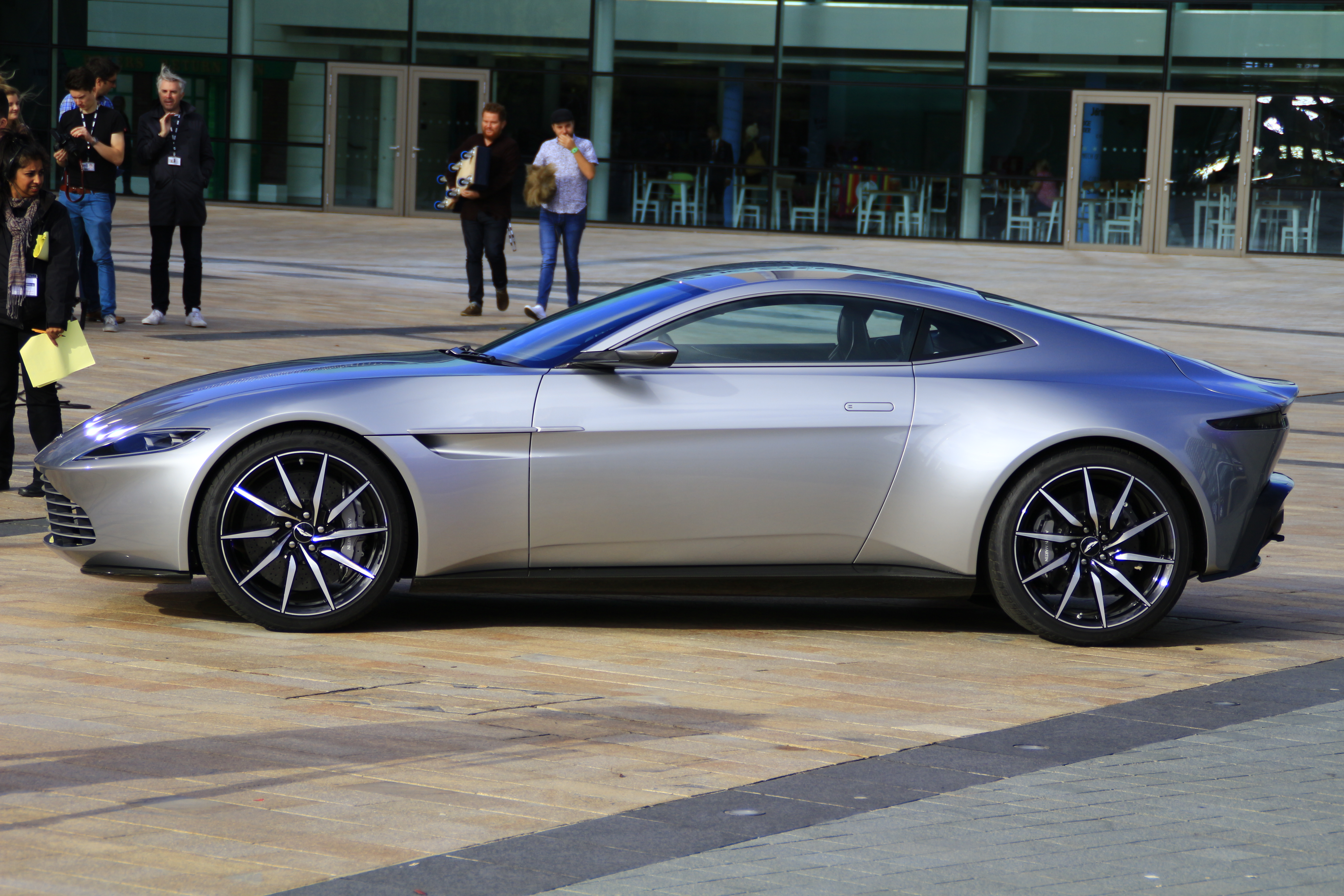
アストンマーティン・DB10
Qが009のために製造したプロトタイプ車両で物語前半にボンドがローマに向かう際に勝手に持ち出した。その後ローマでMr.ヒンクスのジャガー・C-X75とカーチェイスを繰り広げ秘密兵器を活用しながら逃走を図ったが最後はボンドが緊急脱出機構を作動させて操作不能に陥り、川に落ち沈没した。
完全防弾であり、銃撃を受けても傷つかない。また3.2秒で時速60マイル（吹替版では100km/h）に達するとのこと。
特殊装備としてはリアのエンブレムに機関銃が仕込まれており、運転席側のパネルに照準器を表示させて後続車両を狙うことができる(ただし作中では弾薬が未装填で発砲できなかった）。そのほかに後方に火炎を噴射して後続車両を炎上させる武器とパラシュート付きの運転座席を射出する緊急脱出機構が装備されている。
シリーズで初めて一般に販売されている車両を改造したものではなく映画のために製造された特注品となっており10台が生産された（8台は撮影に、2台はプロモーションに使用されうち1台はチャリティ・オークションに出品され243万4500ユーロで落札された）。
アストンマーティン・DB5
前作で大破した個体をQ課が復活させたものでボンドがQのところに赴いた際に組み立て作業が行われていた。またラストでは完璧に修復できたようでボンドがQ課から取りに行き助手席にマドレーヌを乗せて走り去っていった。

### 007 ノー・タイム・トゥ・ダイ

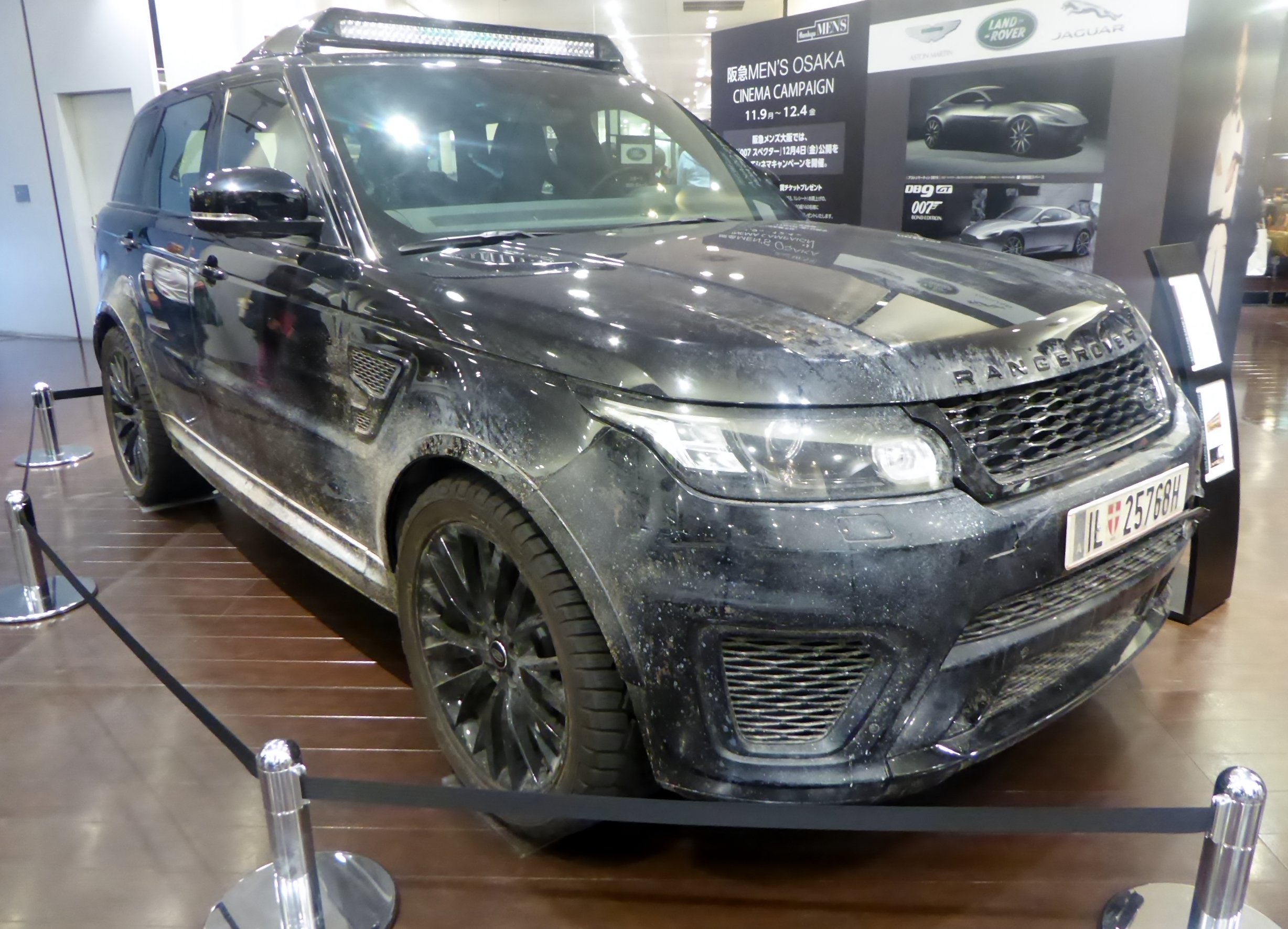
ランドローバー・レンジローバースポーツSVR

アストンマーティン・DB5
マテーラのシーンにて、スペクターの追手から逃げる際に登場、まきびし型爆弾や煙幕、ヘッドライトに潜ませたマシンガンといった装備が追加されており、用いられた。
なお、撮影には本物のほかにE46系BMW・M3をベースとしたスタントシーン用にレプリカも用いられている。計5台用意されたDB5のレプリカには、テールスライドを簡単に行うために、油圧式サイドブレーキを特別に装備している。
アストンマーティン・V8ヴァンテージサルーン
ガレージから引っ張り出す私用車として登場。『リビング・デイライツ』以来34年ぶりの登場で、ナンバーも同作品と同じであるが装備を搭載しているかは不明。
Mのもとに向かう際やマドレーヌの邸宅に向かう際に登場したほか、ラストではマドレーヌがマティルドを乗せている。
ランドローバー・シリーズ３
ボンドがコロンビアにおいて搭乗するが、ノーミが接触するにあたってエンジンを故障させられた。
トヨタ・ランドクルーザープラド（J95W型）
トヨタ車としても日本車としても『007は二度死ぬ』のトヨタ・2000GT以来54年ぶりのボンドカーとなる(2000GTはボンドカーでないとされることもあるため、厳密には今作が初)。劇中においては持ち主のマドレーヌとマティルドを乗せ、サフィンの配下の搭乗車両のランドローバー・レンジローバースポーツSVRやオートバイを退けながら逃げている。
アストンマーティン・DBS スーパーレッジェーラ
ボンドを空軍基地に連れて行く際にノーミが運転していた。その為、厳密には「007は2度死ぬ」に登場したトヨタ・2000GTと同様にボンドカーではない。装備を搭載しているかは不明。
アストンマーティン・ヴァルハラ
Mとボンドが電話をしている際にMがいたガレージに停まっていた。装備を搭載しているかは不明。

## 参照
1. ↑  “ジェームズ・ボンドの愛車が競売に、落札予想額は4.5億円”. asahi.com. (2010年6月2日) 2010年8月10日閲覧。
2. ↑  “ジェームズ・ボンドの愛車が競売に、予想落札額は4億円超”. AFPBB News. (2010年9月22日) 2010年11月4日閲覧。
3. ↑  “ジェームズ・ボンドのアストンマーティン、3.7億円で落札”. asahi.com. (2010年10月28日) 2010年11月4日閲覧。
4. ↑  “ボンドの愛車アストンマーティン、3億3000万円で落札”. AFPBB News. (2010年10月28日) 2010年11月4日閲覧。
5. ↑  “［動画］アストンマーティンが「DB5 ボンドカー」を復刻！秘密兵器がスゴイ”. Spyder7 (イード). (2020年7月10日) 2020年7月15日閲覧。
6. ↑  GPSやカーナビの開発されていない当時としては、画期的かつ現実にはあり得ない装置であり、時代を先取りしていたと言える。
7. 1 2  BBC『トップ・ギア』ジェームス・ボンド50周年スペシャル（2012年10月放送）
8. ↑  若林映子（インタビュアー：海野航平）「＜全3回＞『007は二度死ぬ』若林映子インタビュー Part2」『SCREEN ONLINE』、近代映画社、2023年10月5日。2023年10月6日閲覧。
9. ↑  タンクローリーには自動運転装置も備わっている。
10. ↑  なおサプレッサーは元から付いているのを含めると計3種入っており、付け替えも可能。
11. ↑  ナンバーはブロスナン時代のゴールデンアイ等同様に変更が出来ず固定式にされており、リアのせり出し式防弾板も装備されていない。
12. ↑  『007スカイフォール』で復活のアストンマーティンDB5、なんと3Dプリンター製（動画あり） - GIZMODO・2012年11月14日
13. ↑  “アストンマーティン『DB10』オークションで驚きの落札価格に！？”.   carnnyマガジン (2016年8月5日). 2016年9月3日閲覧。
14. 1 2 3 4  “4台のアストンマーティン、『007』最新作に登場へ…2020年4月公開予定” (2019年10月7日). 2021年10月6日閲覧。
15. ↑  ナンバーも「BMT 216A」から「A 4269 00」に変更されている。
16. ↑  “VIDEO: Listen to the Glorious E46 M3-Power Aston Martin DB5 Stunt Car”.   BMWBLOG (2020年6月26日). 2021年10月2日閲覧。
17. ↑  “『007』最新作、DB5 のスタントシーンの舞台裏…アストンマーティンが明かす”.   レスポンス. 2021年10月1日閲覧。
18. ↑  “映画『007/ノー・タイム・トゥ・ダイ』にランドローバー史上最速のRANGE ROVER SPORT SVR登場”. (2021年9月19日) 2021年10月6日閲覧。
19. ↑  “レンジローバー スポーツ SVR、トヨタ プラド とチェイス…『007』最新作”. レスポンス（Response.jp）. 2021年9月22日閲覧。